# Schaichān

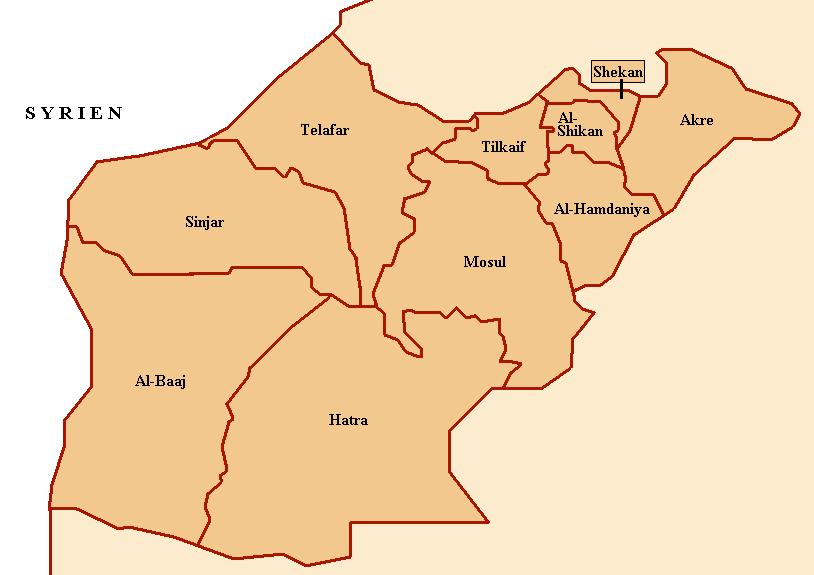
Der Distrikt Schaichān liegt am nordöstlichen Ende des Provinz Ninawa

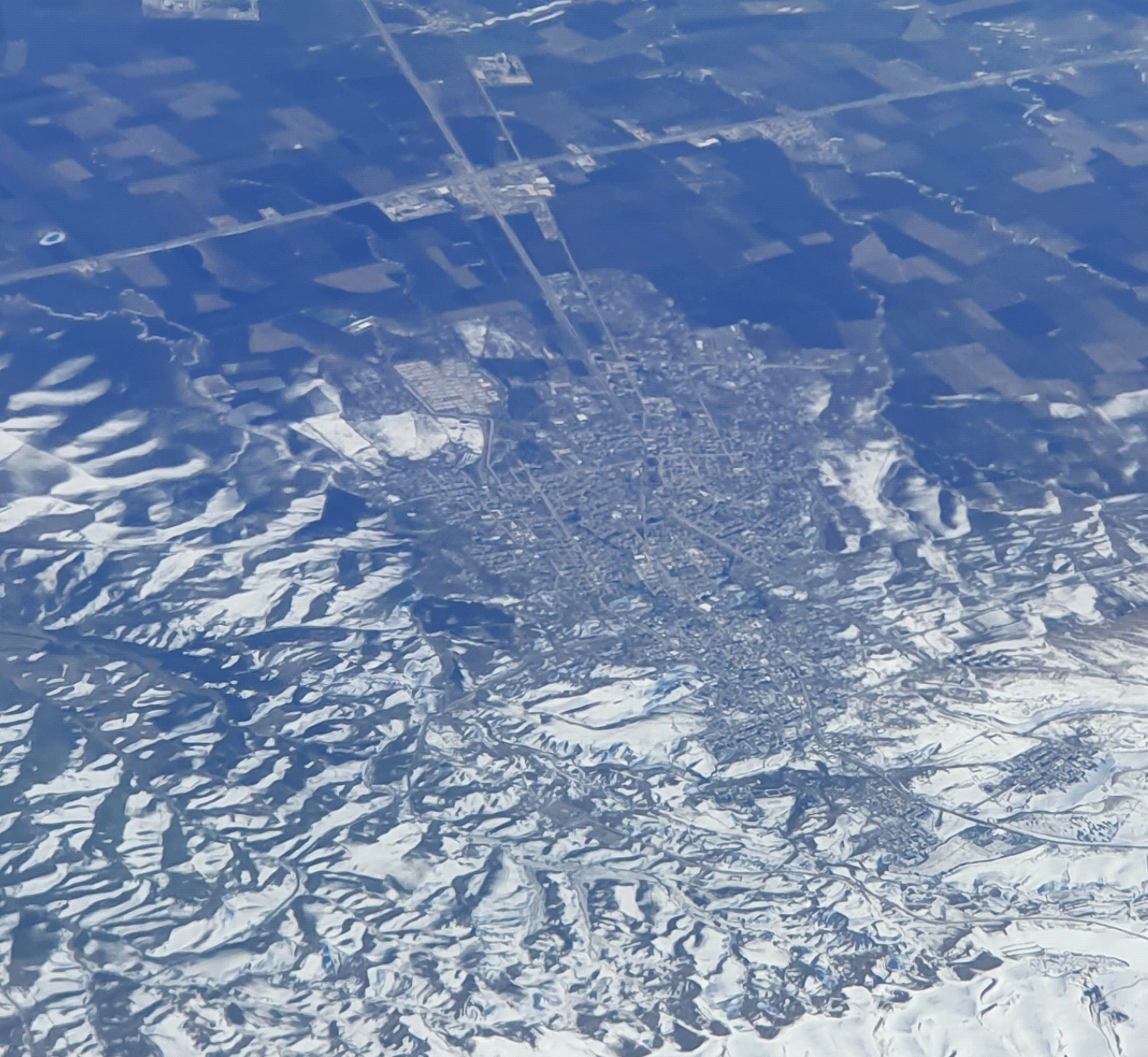
Luftaufnahme von Shekhan

Schaichān (auch arabisch شيخان Schikhan, kurdisch شێخان Shekhan) ist ein Distrikt im Nordosten von Ninawa, das wiederum im Nordwesten des Iraks liegt, und ist ein Hauptsiedlungsgebiet der Jesiden im Irak. Der Distrikt steht seit dem zweiten Golfkrieg 1991 unter der Kontrolle der Autonomen Region Kurdistan und wird wie ein Teil der Provinz Dahuk behandelt. Es grenzt an die Distrikte Tel Kaif, Akrê des Gouvernements Niniwa und an die Distrikte Dohuk und Amediye, des im Norden liegenden Dahuk-Gouvernements an.